# Backsourcing

Le backsourcing (terme parfois utilisé en anglais : insourcing) ou opération de réinternalisation d'activités préalablement externalisées, est l'inverse de l'externalisation. Cette opération peut se faire soit par rupture du contrat d'externalisation soit à la fin normale de ce contrat.

## Champ d'application
Ces opérations concernent essentiellement les prestations informatiques externalisées. De nombreux secteurs économiques semblent observer des phénomènes de ce genre mais l'infogérance est sans doute l'un des précurseurs comme ce secteur le fut avec l'externalisation conjuguée à la délocalisation.
Cette tendance semble particulièrement vraie dans les pays anglo-saxons qui pratiquent de manière globale des telles prestations.
À titre d'exemple, en octobre 2004, la rupture du contrat entre JP Morgan (4000 informaticiens) et son fournisseur IBM a connu une importante couverture médiatique qui explique qu'on parle de plus en plus du phénomène.
D'autres secteurs et des entreprises de toute taille envisagent le backsourcing avec relocalisation dès lors que les avantages avancés d'externalisation et de délocalisation n'ont pas été tenus en termes financiers, de qualité des produits ou services, et de coût de logistique. La proximité et la réactivité au marché, à l'instar de l'entreprise espagnole Zara qui conserve une partie de sa production textile en Espagne, sont des facteurs clefs dans certains secteurs économiques.
Le cabinet Deloitte Consulting a publié une étude en mai 2005 sur le sujet.